# Алматинська ТЕЦ-1
43°16′41″ пн. ш. 76°55′46″ сх. д. / 43.27806° пн. ш. 76.92944° сх. д.
Алматинська ТЕЦ-1 — теплова електростанція на півдні Казахстану в найбільшому місті країни Алмати.
Будівництво Алма-Атинської ЦЕС (Центральної електричної станції), що надалі стала Алматинською ТЕЦ-1, почалось в 1931 році. В 1935-му став до ладу перший агрегат, а до 1940-го вже ввели в дію три парові котли та три парові турбіни загальною потужністю 10,5 МВт. До 1946-го змонтували ще один котел та дві турбіни, що вважається завершенням будівництва першої черги.
В 1953—1954 роках стала до ладу друга черга, яка мала два парові котли та одну парову турбіну потужністю 6,3 МВт.
Запущена в 1957 третя черга складалася з одного парового котла від чеського Брненського машинобудівного заводу типу ЦКТИ-75-39Ф  продуктивністю 75 тонн пари на годину (котел 7) і однієї парової турбіни типу АТ-12 потужністю 12 МВт (турбіна 7).
В 1960—1961 роках стала до ладу четверта черга у складі двох парових котлів від Барнаульського котельного заводу типу БКЗ-160-100Ф продуктивністю по 160 тонн пари на годину (котли 8 та 9) та однієї парової турбіни типу Р-25-90/18 потужністю 25 МВт (турбіна 8). Саме ця теплофікаційна черга започаткувала роботу станції як ТЕЦ.
П'ята черга складалась із введених в 1969—1972 роках чотирьох парових котлів Барнаульського котельного заводу типу БКЗ-160-100Ф продуктивністю по 160 тонн пари на годину (котли 10 — 13) та двох запущених в 1970-му та 1971-му парових турбін Ленінградського металічного заводу типу ПТ-60-90/13 потужністю по 60 МВт (турбіни 9  та 10).
В 1966, 1967, 1969, 1970, 1976, 1978 та 1979 роках ТЕЦ доповнили сімома водогрійними котлами типу ПТВМ-100 продуктивністю по 100 Гкал/год — спершу чотирма виробництва Дорогобузького котельного заводу, а потім трьома від Білгородського котельного заводу (станційні номери 1В — 7В).
До 2000 року зі складу обладнання вивели перші сім котлів та сім турбін, після чого електрична потужність станції стала дорівнювати 145 МВт.
Первісно ТЕЦ була розрахована на споживання вугілля, а надалі також розпочала спалювання природного газу, що надходив по трубопроводу Бухарський газоносний регіон — Ташкент — Бішкек — Алмати. Водогрійні котли використовували мазут. Станом на 2015 рік на природний газ вже прийшлось 93 % енергоспоживання, а у 2017-му оголосили про завершення переводу ТЕЦ на газ.
Для видалення продуктів згоряння використовують 4 димарі висотою по 80 метрів.
Водопостачання станції забезпечує Талгарський водовід, який отримує воду з поля свердловин в околицях селища Гулдала.
Видача електроенергії відбувається по ЛЕП, що працюють під напругою 110 кВ, 35 кВ та 6 кВ.